# John Rabe, le juste de Nankin
Pour les articles homonymes, voir Rabe.
Pour plus de détails, voir Fiche technique et Distribution.
John Rabe, le juste de Nankin (titre allemand : John Rabe) est un film germano-sino-français-autrichien-espagnol-italien-belge réalisé par Florian Gallenberger en 2009 et interprété notamment par Ulrich Tukur, Daniel Brühl, Steve Buscemi, Zhang Jingchu et Anne Consigny.

## Synopsis
L'histoire est adaptée de la vie de John Rabe. Durant les premiers mois de la guerre sino-japonaise, cet homme d'affaires allemand s'efforce de protéger les habitants de Nankin lors du massacre de 1937 perpétré par l'Armée impériale japonaise. La zone de sécurité qu'il parvient à mettre en place permet de sauver environ 200 000 à 250 000 personnes.

## Fiche technique
- Réalisation, scénario : Florian Gallenberger
- Production : Benjamin Herrmann, Mischa Hofmann, Jan Mojto
- Musique : Annette Focks, Laurent Petitgirard
- Photographie : Jürgen Jürges
- Montage : Hansjörg Weißbrich
- Maquillage : Heike Merker
- Budget : 15 151 200 €
- Langue : allemand, anglais, mandarin, japonais, cantonais
- Durée : 134 minutes
- Dates de sortie :
  - France : 27 avril 2011

## Distribution
- Ulrich Tukur (VF : William Coryn) : John Rabe
- Daniel Brühl (VF : Alexis Tomassian) : Dr Georg Rosen
- Steve Buscemi : Dr Robert O. Wilson
- Anne Consigny (VF : elle-même) ; (VA : Andrea Sawatzki) : Valérie Dupres
- Dagmar Manzel : Dora Rabe
- Zhang Jingchu (VF : Leslie Lipkins) : Langshu
- Teruyuki Kagawa (VF : Stéphane Miquel) : le prince Yasuhiko Asaka
- Mathias Herrmann (VF : Julien Kramer) : Werner Fließ
- Tetta Sugimoto (VF : Stéphane Fourreau) : Kesago Nakajima
- Akira Emoto (VF : Régis Reuilhac) : le général Iwane Matsui
- Arata Iura (VF : Thomas Roditi) : le commandant Ose
- Shaun Lawton : le révérend John Magee
- Christian Rodska (VF : Patrice Dozier) : Dr Lewis Smythe
- Gottfried John : Dr Oskar Trautmann
- Yu Fang : Hsianglin Han
- Togo Igawa : l'ambassadeur Fukuda Tokuyasu
- Lin Dong Fu : le lieutenant-général Tchang Kaï-chek
- Christoph Hagen Dittmann : Christian Kröger

 Source et légende : version française (VF) sur RS Doublage et selon le carton du doublage français sur le DVD zone 2.